# Costularia breviseta
Costularia breviseta är en halvgräsart som beskrevs av Jean Raynal. Costularia breviseta ingår i släktet Costularia, och familjen halvgräs. Inga underarter finns listade i Catalogue of Life.